# 1536年
| 千纪： | 2千纪 |
| 世纪： | 15世纪 \| 16世纪 \| 17世纪                                                                                 |
| 年代： | 1500年代 \| 1510年代 \| 1520年代 \| 1530年代 \| 1540年代 \| 1550年代 \| 1560年代                           |
| 年份： | 1531年 \| 1532年 \| 1533年 \| 1534年 \| 1535年 \| 1536年 \| 1537年 \| 1538年 \| 1539年 \| 1540年 \| 1541年 |
| 纪年： | 丙申年（猴年）；明嘉靖十五年；越南莫朝大正七年，后黎朝元和四年；日本天文五年                               |

## 大事记
- 大内義隆再次開始派出遣明船。
- 越後國的戰國大名長尾為景隱居，家督之位由長尾晴景繼承。
- 駿河國今川氏大名今川氏輝趁松平家第七代城主松平清康在去年被暗殺，而準備乘虛而入進軍三河國時突然去世，今川氏親正室壽桂尼之子、今川氏輝三弟梅岳承芳（後來的今川義元）還俗繼承家督，對此反對的玄廣惠探在福島氏的擁立下舉兵並佔據花倉城，壽桂尼與福島正成談判不歡而散，福島氏於談判的隔天起兵攻打梅岳承芳所在的駿府城，福島家的軍隊遭遇敗退方上城、花倉城等據點，栴岳承芳繼續派岡部親綱攻克福島氏的據點方上城，玄廣惠探遁入花倉城，梅岳承芳攻陷花倉城後繼承今川氏家督，史稱花倉之亂。由於武田信虎在花倉之亂過程中支援梅岳承芳，武田氏與今川氏的關係有所好轉，後北條氏則與今川氏轉為敵對。
- 喀爾文定居日內瓦並發表《基督教原理》，創立喀爾文教派。
- 亨利八世解散修道院。
- 3月19日——中国建昌（今西昌市）发生地震，压死军民客商人等近10000人，伤者不计其数。
- 3月25日——西班牙征服者塞巴斯蒂安·德·貝拉爾卡薩爾率領探險隊在哥倫比亞西部尋找黃金國時建立卡利城。
- 4月18日——印加帝國薩帕·印卡曼科·印卡·尤潘基以前去尤卡伊山谷（英语：Yucay）參加宗教儀式和為西班牙人找回黃金製品為名義，成功獲准離開庫斯科。
- 5月6日——印加帝國薩帕·印卡曼科·印卡·尤潘基糾集大軍包圍了庫斯科（英语：Siege of Cuzco），持續10個月。
- 土耳其吞并伊拉克，占领的黎波里，征服阿拉伯半岛和也门。
- 挪威被丹麥樞密院單方面取消王國的地位，降為丹麥的行省，並由丹麥副王統治，使冰島、格陵蘭及法羅群島成為丹麥的直接領地

## 出生
- 足利義輝（天文5年3月10日（1536年3月31日）- 永祿8年5月19日（1565年6月17日））。日本室町幕府的第十三代征夷大將軍

## 逝世
- 亨利八世的第二任妻子、伊丽莎白一世的母亲，王后安妮·博林因通奸罪被斩首示众。
- 伊拉斯莫斯：荷兰著名思想家、神學家。
- 今川氏輝，今川家第十代家督駿河大名。
- 6月28日——玄廣惠探，今川氏親之子，今川義元的庶兄。